# Georg Hermes
Georg Hermes (Dreierwalde, 22 aprile 1775 – Bonn, 26 maggio 1831) è stato un teologo e filosofo tedesco, ideatore di un sistema teologico basato sulla necessità di dare un fondamento razionale al Cristianesimo.

## Biografia
Laureato all'Università di Münster, Hermes fu ordinato sacerdote nel 1799 e più tardi divenne professore di teologia dogmatica a Münster. Nel 1819 fu nominato professore all'Università di Bonn, e da questa sede le sue idee si diffusero per tutta la Germania.
La sua teologia fu influenzata profondamente dai lavori filosofici di Immanuel Kant e Johann Gottlieb Fichte. In Einleitung in die christkatholische Theologie del 1819-29 cercò di stabilire un fondamento razionale ai principali dogmi della fede cristiana, ad es. per l'esistenza di Dio. Nel suo Christkatholische Dogmatik, pubblicato postumo in tre volumi a cura dei suoi allievi, dedusse la "necessità" dei contenuti della fede cattolica dagli imperativi del dovere e dalla coscienza individuale.
Sebbene molto popolari durante la sua vita, i lavori di Hermes furono contestati violentemente dopo la morte (1831), e la sua ortodossia messa in dubbio. La teologia di Hermes fu condannata da Gregorio XVI con una bolla il 26 settembre 1835 e i suoi principali scritti furono messi all'Indice. L'arcivescovo di Colonia, Clemens August Droste zu Vischering, rifiutò di concedere l'imprimatur al periodico di teologia dell'Università di Bonn, vietò agli studenti di teologia di frequentare le lezioni dei professori seguaci di Hermes, e preparò un elenco di tesi anti-Hermesiane che tutti i candidati all'ordinazione sacerdotale e tutti i parroci furono obbligati a sottoscrivere. La censura verso le tesi di Hermes fu poi riaffermata dal Concilio Vaticano I (1869-70).

## Opere
- Untersuchung über die innere Wahrheit des Christentums ("Ricerche sulla verità interiore del cristianesimo"), 1804
- Einleitung in die christlichkatholische Theologie ("Introduzione alla teologia cattolica"), 2 voll., 1819–29
- Christlichkatholische Dogmatik ("Dogmatica cattolica"), pubblicata dopo la morte dal suo discepolo Johann Heinrich Achternfeldt, 3 voll., 1834–35